# Giuseppe (vescovo di Asti)
Giuseppe o Josephus (... – 887) è stato un vescovo italiano fu vescovo di Asti tra l'881 ed l'887.

## Biografia
Giuseppe fu prima eletto vescovo di Vercelli dall'arcivescovo di Milano Ansperto, ma la carica non piacque a papa Giovanni VIII, che il 15 ottobre 879 lo depose dalla dignità episcopale. Alla morte di Ilduino, nell'880, Giuseppe ebbe la consacrazione a vescovo di Asti con la benedizione del papa (lettera papale del 15 febbraio 881).Grazie al vescovo Giuseppe nell'884 l'imperatore Carlo III detto il Grosso concesse alcuni beni e privilegi alla Cattedrale di Asti che in quel periodo custodiva il corpo di san Secondo. 

## Genealogia episcopale
La genealogia episcopale è:
- Arcivescovo Ansperto
- Vescovo Giuseppe